# Ellen Hazelaar
Ellen Hazelaar is een Nederlands langebaanschaatsster.
In 2005 werd ze nationaal kampioen op de minivierkamp bij de Meisjes B.
In 2009 nam ze deel aan de NK Afstanden op de 500 meter.

## Records

### Persoonlijke records[3]
| Afstand    | Tijd    | Datum            | Baan       |
| ---------- | ------- | ---------------- | ---------- |
| 500 meter  | 40,69   | 24 januari 2009  | Heerenveen |
| 1000 meter | 1.21,62 | 25 februari 2010 | Heerenveen |
| 1500 meter | 2.06,54 | 21 maart 2010    | Hoorn      |
| 3000 meter | 4.32,24 | 10 december 2006 | Heerenveen |